# مؤسسة حماية الليمور
مؤسسة حماية الليمور هي منظمة أمريكية صغيرة غير ربحية والتي تعمل بشكل وثيق مع مركز ليمور ديوك. تشمل أهدافها الحفاظ على حيوانات الليمور (بما في ذلك التربية في الأسر)، والبحوث، والتعليم.